# 滇密

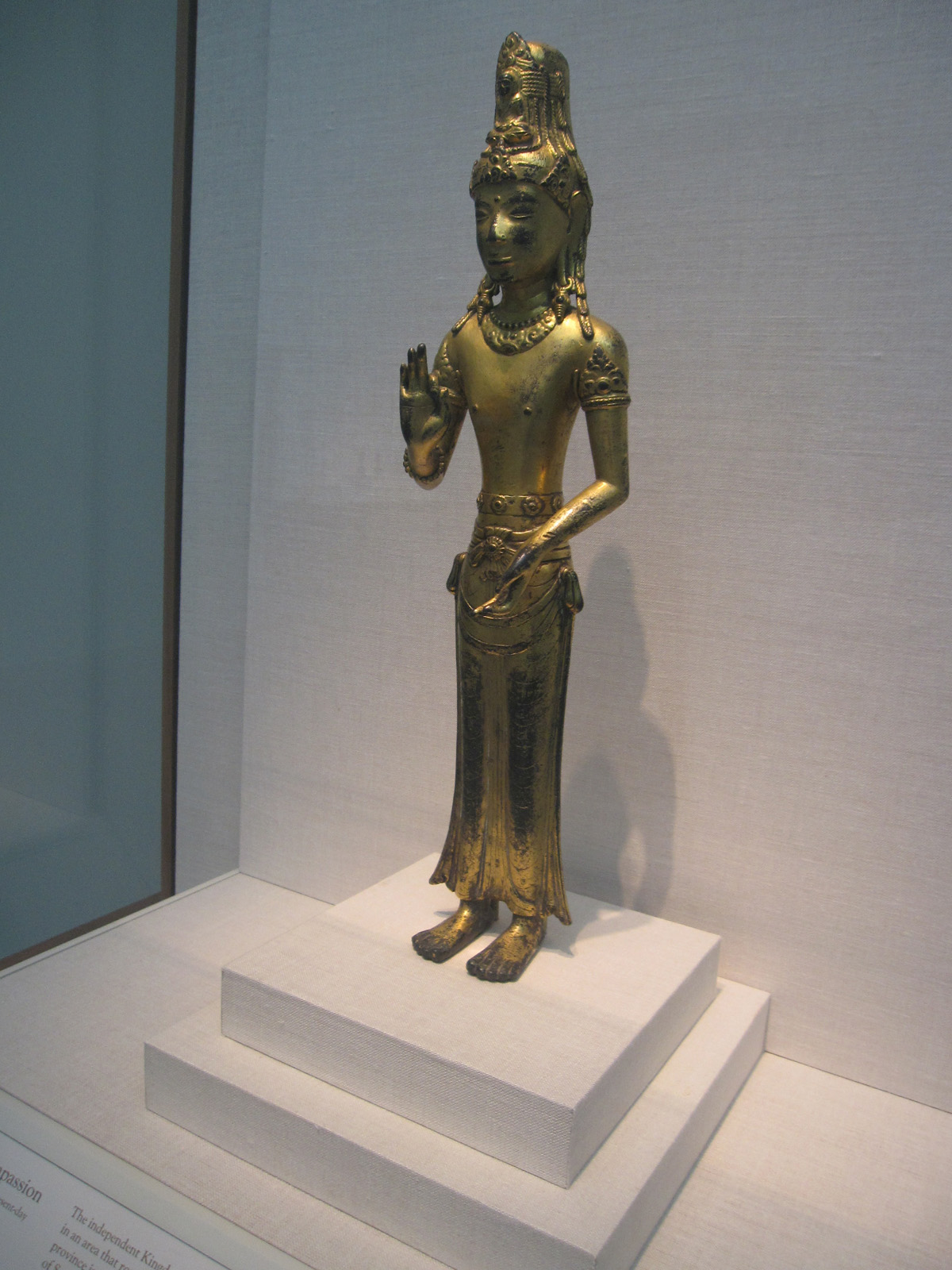
雲南大理國，12世紀的阿嵯耶觀音像，現藏於美國華盛頓特區弗瑞爾藝廊。

滇密，又称阿吒力教、阿吒力派、白密，白族称为“阿吒力轰”，中國雲南的佛教密宗。
云南南诏时期传入，大理时期兴盛，于元人入侵之后衰败。
“阿吒力”（Azhali）是梵文「阿阇梨」（Acarya）的音译，意为“规范师”、“导师”、“正行”，有觀點認為和緬甸阿利僧派密教同出一源。
教派的特色为崇拜阿嵯耶观音（细腰观音），尊大黑天为守护神，该教派的神職不必出家，可以結婚。滇密与南诏——大理王室关系紧密，一度被视为国教。

## 传入
早在1200多年前，南诏就有了对于大黑天神的崇拜。後来，这种崇拜又与传入的阿吒力教结合在一起。据学者考证，“阿吒力”的创始人是印度摩羯陀国（Magadha）的僧人赞陀崛多。他于南诏劝丰佑时期入滇传播该教派的思想，史载：“赞陀崛多神僧，蒙氏保和十六年（839年），自西域摩伽陀国来，为蒙氏崇信，于鹤庆东峰顶山，结茅入定，慧通而神。”
雲南大學人文學院學者尹恆與多名學者的研究發現：在雲南大理等地發現的近八十塊刻有梵文的佛教密宗塔磚，其字體與中原唐密所用的悉曇體、西藏佛教密宗所用的蘭札體皆不同，而與印度「後笈多體」（post-Gupta script）高度吻合。後笈多體盛行於公元八至九世紀的印度，推測可能是從印度經由緬甸傳入大理。

## 外部連結
- 如何理解大理地区的阿吒力教？ （页面存档备份，存于）